# Bastani
Il bastani, dal persiano بستنی cioè gelato, anche conosciuto come bastani Sonnati, dal persiano بستنی سنتی cioè gelato tradizionale, è un tipo di gelato persiano inventato in Iran.

## Storia
Inizialmente, si trattava solo di succo d’uva versato sopra la neve raccolta in montagna o prelevata da apposite camere sotterranee chiamate yakhchal, le antiche ghiacciaie persiane. Secondo la leggenda, un servitore ubriaco versò per sbaglio del vino syrah sulla neve e portò la sua creazione al re, tale forma di gelato comparve intorno al 500 a.C. Questo alimento è tuttora consumato in Iran nella sua versione moderna.

## Composizione
La ricetta tradizionale osserva i seguenti ingredienti, zafferano, fiocchi di panna congelata, acqua di rose e pistacchio.

## Varianti
- Bastani e-nooni: ovvero il panino di gelato formato da una palla di gelato tra due cialde, è come comunemente viene servito.
- Havij Bastani: ovvero un affogato di gelato alla vaniglia con succo di carota, talvolta speziato.